# Magnus (Konsul 460)
(Flavius) Magnus war ein spätantiker weströmischer Politiker in der zweiten Hälfte des 5. Jahrhunderts.
Magnus stammte aus Narbo Martius (heute Narbonne) und war Mitglied einer angesehenen Familie des gallorömischen Senatsadels. Er war der Neffe von Agricola, dem Konsul des Jahres 421.
Die beiden höchsten Ämter von Magnus sind in den Carmina von Sidonius Apollinaris verzeichnet. Dort erwähnt er einmal das Amt des Magister und eine Präfektur. Das Amt des Magister könnte sich auf den magister officiorum beziehen, als Magnus in Spanien tätig war und in den Städten der Region Tartessos „glänzend hervortrat“. Die genauen Umstände bleiben unklar, doch dies geschah vermutlich vor seiner Präfektur, möglicherweise unter Kaiser Majorian.
Im Jahr 458 war Magnus Prätorianerpräfekt von Gallien und 460 Konsul. Er war 461 in Arelate (heute Arles) bei einem Bankett anwesend, das von Majorian veranstaltet und von Sidonius beschrieben wurde: „Einst Präfekt, jüngst Konsul, eine Person, die durch doppelte Ehren gleichermaßen ausgezeichnet ist.“
Magnus war an literarischen Themen interessiert. Sidonius nennt ihn als Autorität für die Verwendung wissenschaftlicher Fachbegriffe in der Poesie; und hebt die vielfältigen Qualitäten des Magnus hervor: „Magnus, ob dein Wohlwollen uns festhielt, du Mann, reich ausgestattet mit vielen Gaben der Menschen, mit Schönheit, Adel, Geist und Reichtum.“